# 11091 Thelonious
11091 Thelonious (1994 DP) là một tiểu hành tinh vành đai chính được phát hiện ngày 16 tháng 2 năm 1994 bởi Spacewatch ở Kitt Peak.
Nó được đặt theo tên jazz hard bop pianist Thelonious Monk.